# Браћа по матери
Браћа по матери је југословенски филм снимљен 1988. године у режији Здравка Шотре. Рађен је према истоименом роману Јована Радуловића.

## Радња
Испровоциран, Веселин на матурској вечери убија свог вршњака.
У затвору добија писмо од полубрата, политичког емигранта из Аустрије. Почиње дописивање и полубрат Брацо му прича о Далматинској загори 1930их година када је рођен из брака Вранке и Антише, који се 1941. године придружује хрватским фашистима и гине.
После рата мајка се удаје за Крстана партизанског првоборца из српског села и рађа Веселина, а њега и даље прати обележје усташког сина. Брацо бежи преко границе и придружује се хрватској екстремистичкој емиграцији у Аустрији. Кроз те контакте њихови односи еволуирају: од неповерења и одбојности припадника два различита света и система, до онога што их везује, а то је да су браћа по матери и да се сваки на свој начин огрешио о законе друштва.
Два брата, један Хрват а други Србин, од исте мајке а различитих очева, усташе и партизана, одрастају у суровом времену и још суровијем поднебљу книнског крша. Родитељи им гину, а њихови путеви се разилазе пре него што упознају један другог.
Браћу дели у крви плаћен данак книнског страдања, али их уједно и спаја то горко искуство, патња сирочади и чињеница да су браћа.
Прича није измишљена, већ је сурова стварност балканског поднебља преточена у дирљиву причу о двојици браће, испричана у великом стилу и традицији најбољих европских филмова са незаборавним сценама.
Филм је сниман у селу Полача код Книна, у подножју Динаре као и у селу Карин Доњи. Радња филма (већим делом) је такође везана за Динару, односно измишљена села Кулина (српско) и Шмреково (хрватско).

## Улоге[3]
| Глумац               | Улога                      |
| -------------------- | -------------------------- |
| Мира Фурлан          | Вранка                     |
| Жарко Лаушевић       | Брацо Гавран               |
| Славко Штимац        | Веселин Цвјетковић         |
| Соња Савић           | Аница                      |
| Петар Божовић        | Петар Шоргић               |
| Драгомир Чумић       | Крстан Цвјетковић          |
| Драган Бјелогрлић    | Милан                      |
| Весна Тривалић       | Данка                      |
| Богдан Диклић        | Веселинов разредни         |
| Слободан Нинковић    | Антиша                     |
| Душан Јанићијевић    | Брацин капетан             |
| Душан Булајић        | Комшија у селу             |
| Оливера Марковић     | Крстанова тетка            |
| Милорад Мандић Манда | Председник Месне Заједнице |
| Ирфан Менсур         | Звонимир Шимић             |
| Воја Брајовић        | инспектор                  |
| Бранко Цвејић        | адвокат                    |
| Горан Вишњић         | усташа                     |
| Миливоје Мића Томић  | Деда Маркан                |
| Звонко Лепетић       |                            |
| Радослав Миленковић  | Звонимиров посилни         |
| Власта Велисављевић  |                            |
| Мате Гулин           | Поштар                     |
| Драган Петровић      | Јосип Андрaшевић           |
| Тони Лауренчић       |                            |
| Бранка Пујић         |                            |
| Анкица Муњижа        |                            |
| Предраг Милинковић   | Аничин отац                |
| Владан Илић          |                            |
| Зинаид Мемишевић     |                            |
| Борис Каваца         | Немачки власник паса       |

## Награде
- За најбољу режију, ЈРТ у Неуму
- Мимоза на фестивалу у Х. Новом
- Награда у Сопоту
- Награда на фестивалу у Прагу[5]